# Нина Бари
Нина Карловна Бари (рус. Нина Карловна Бари; Москва, 19. новембар 1901 — Москва, 15. јул 1961) била је совјетска математичарка позната по свом раду на тригонометријском реду.

## Младост и образовање
Нина Бари је рођена у Русији 19. новембра 1901. године, као ћерка Олге и Карла Адолфовича Барија, лекара. Године 1918. постала је једна од првих жена које су примљене на одељење за физику и математику на престижном Московском државном универзитету Ломоносов. Дипломирала је 1921, само три године након поласка на универзитет. Након дипломирања, Бари је почела своју наставничку каријеру. Предавала је на московском институту за шумарство, политехничком институту и комунистичком институту у Свердлову. Бари је једина добила стипендију коју је доделио новоосновани истраживачки институт за математику и механику. Као ученица, Бари је привучена елитном групом под именом Лузитанија, неформалном академском и друштвеном организацијом. Студирала је под менторством Николаја Лузина, постајући једна од његових највреднијих ученика.  Главни резултат свог истраживања представила је московском математичком друштву 1922. године. Била је међу првим женама које су се обратиле друштву.
Године 1926. Бари је завршила свој докторски рад на тему тригонометријских експанзија,  освајајући награду за свој рад. Године 1927. Бари је искористила прилику да студира у Паризу, на Сорбони и на колеџу Француске. Затим је присуствовала пољском математичком конгресу. Рокфелер стипендија јој је омогућила да се врати у Париз како би наставила студије. До 1930. године сви трагови покрета Лузитанија су нестали, и Лузин је напустио Москву због математичког института Стеклов. Године 1932. Бари је постала професорка на московском државном универзитету Ломоносов, а 1935. добила је титулу доктора физичких и математичких наука, што је престижнији истраживачки степен од традиционалног доктора наука. До тада је завршила темељни рад на тригонометријском реду.

## Каријера и каснији живот
Била је блиска сарадница Димитрија Менсхељева на бројним истраживачким пројектима. Преузели су рад на теорији функција у Москви током 1940-их. Године 1952. објавила је важан чланак о примитивним функцијама и тригонометријском реду и њиховој конвергенцији готово у свему. Бари је такође објавила радове на трећем синдикалном конгресу у Москви 1956. и на међународном конгресу математичара 1958. у Единбургу.
Математика је била средиште Бариног интелектуалног живота, али је уживала и у књижевности и уметности. Била је и планинарски ентузијаста и бавила се планинама Кавказа, Алтаја, Памира и Тјен Шана у Русији. Барино интересовање за планинарење било је инспирисано њеним мужем, Виктором Владимировичем Немитским, совјетским математичаром, државним професором и страственим планинским истраживачем. Нема доступних докумената о њиховом браку, али савременици верују да су се венчали касније у животу. Барин последњи рад, њена 55. публикација, била је монографија на 900 страна о стању теорије тригонометријског реда, која је препозната као стандардна референтна књига за оне који се специјализују за теорију тригонометријског реда и функција.

## Смрт
Бари је 12. јула 1961. године умрла од удара воза, на метроу у Москви.